# Kalolimnos
Kalolimnos (druhý pád Kalolimnu) (řecky Καλόλιμνος) je řecký ostrov v souostroví Dodekanés v jihovýchodní části Egejského moře. Nachází se mezi ostrovem Kalymnos na západě a ostrovem Imia na východě nedaleko tureckého pobřeží. Tvoří jednu obec spolu s ostrovem Kalymnos.

## Geografie
Ostrov má mírně protažený tvar ve směru východ západ v délce 2 km. Široký je 800 m. Rozloha ostrova je 1,95 km². Ostrov je skalnatý s příkrými svahy.

## Obyvatelstvo
Stálé obyvatel k roku 2011 měl ostrov 2. Ostrov je stálým stanovištěm řecké armády. Jediná osada se nachází na jižním pobřeží.

## Fauna
Na ostrově žijí divoké kozy.